# Chris Osgood
Christopher John Osgood (* 26. November 1972 in Peace River, Alberta) ist ein ehemaliger kanadischer Eishockeytorwart und -trainer, der zwischen 1993 und 2011 für die Detroit Red Wings, New York Islanders und St. Louis Blues in der National Hockey League gespielt hat. In dieser Zeit gewann er mit den Detroit Red Wings dreimal den Stanley Cup.

## Karriere
Chris Osgood begann seine Karriere 1989 in der kanadischen Juniorenliga Western Hockey League bei den Medicine Hat Tigers. 1991 wurde er von den Detroit Red Wings im NHL Entry Draft in der dritten Runde an 54. Position gezogen. Er spielte noch eine weitere Saison in der WHL für Medicine Hat, die Brandon Wheat Kings und die Seattle Thunderbirds.
Ab der Saison 1992/93 spielte er dann beim Farmteam der Red Wings, den Adirondack Red Wings, in der American Hockey League (AHL) und bekam in der Saison darauf seine Chance in der National Hockey League und absolvierte gleich 41 Saisonspiele, wobei er 23 Siege feiern konnte. Zu Beginn der Saison 1995/96 hatte er sich als Nummer 1 in Detroit etabliert und schaffte mit 39 Siegen einen persönlichen Rekord. Zudem erhielt zusammen mit Ersatztorhüter Mike Vernon die William M. Jennings Trophy für die wenigsten Gegentore und schaffte es auf Platz 2 um die Vezina Trophy für den besten Torhüter der Saison.

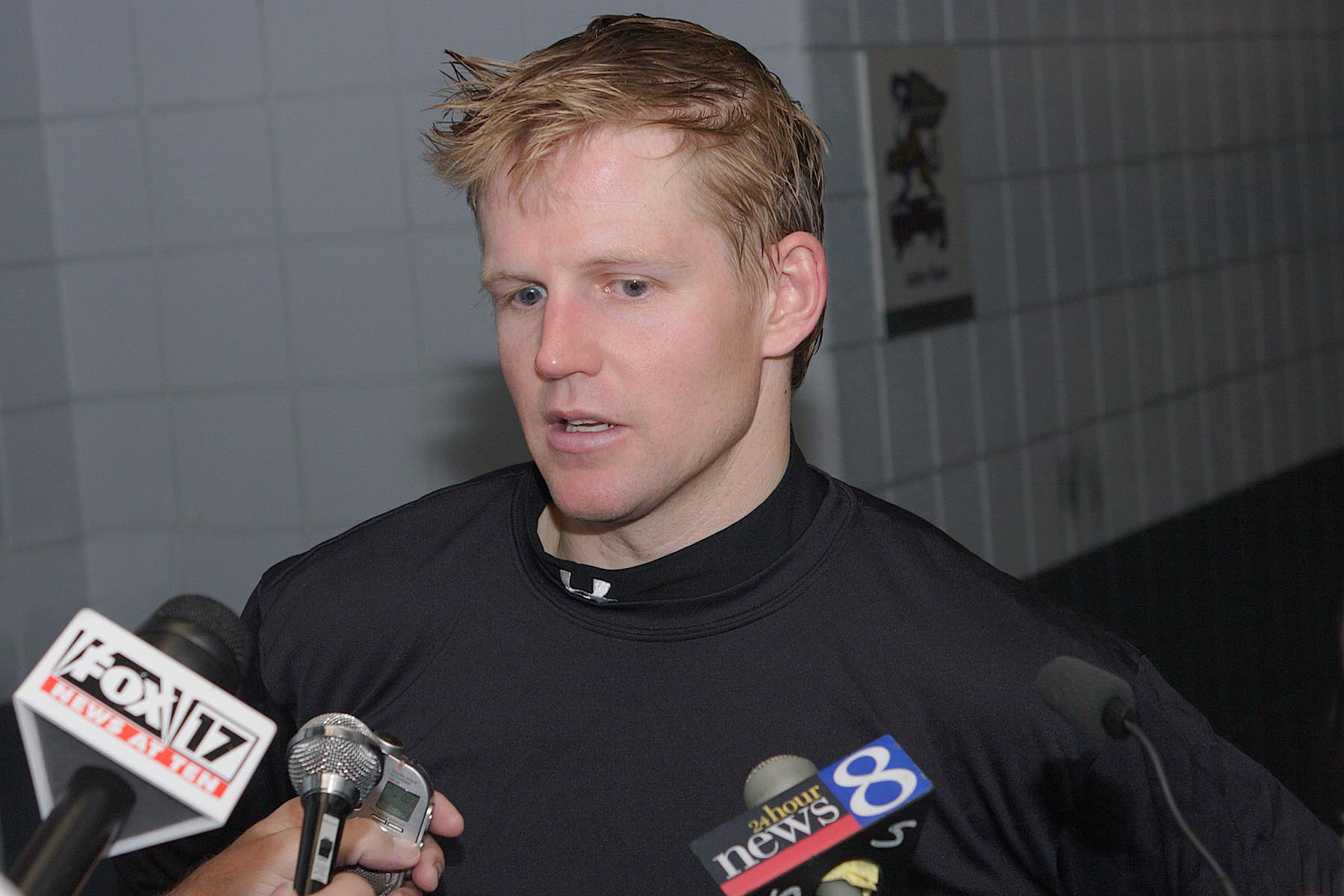
Chris Osgood bei einem Interview (2005)

Die Saison 1996/97 spielte Osgood erneut ein gutes Jahr als Stammtorhüter und wurde ins NHL All-Star Game berufen, wo er allerdings wegen einer Verletzung fehlte. Doch man entschied sich in den Playoffs für den erfahreneren Mike Vernon als Nummer 1. Mit Vernon gewannen die Red Wings den ersten Stanley Cup seit 42 Jahren, zudem wurde Vernon mit der Conn Smythe Trophy als wertvollster Spieler der Playoffs ausgezeichnet. Doch zu Beginn der folgenden Saison war Osgood wieder die unumstrittene Nummer 1, da Vernon das Team verließ und Osgood mit Kevin Hodson und Norm Maracle als Ersatztorhütern arbeitete. Erneut konnten die Red Wings den Stanley Cup gewinnen und diesmal absolvierte Osgood alle Playoff-Spiele. In der Spielzeit 1998/99 verpassten es die Red Wings den dritten Stanley Cup in Folge zu gewinnen und scheiterten schon in der zweiten Runde. Osgood blieb für weitere zwei Jahre Stammtorhüter der Red Wings und arbeitete dabei mit den Ersatztorhüter Ken Wregget und Manny Legace zusammen.
Vor der Saison 2001/02 nahmen die Detroit Red Wings Torhüter Dominik Hašek unter Vertrag. Somit war für Osgood kein Platz mehr im Team. Er unterschrieb einen Vertrag bei den New York Islanders und war eine wichtige Stütze, als die Islanders zum ersten Mal seit acht Jahren wieder die Playoffs erreichten. Trotz guter Leistungen entschieden sich die Islanders Mitte der folgenden Saison in Zukunft mit Torhütertalent Rick DiPietro und Veteran Garth Snow zu spielen, und Osgood wurde im März 2003 zu den St. Louis Blues transferiert. Mit Osgood als Stammtorhüter zog St. Louis 2003 und 2004 in die Playoffs ein, scheiterte aber beide Male in der ersten Runde. In seiner Zeit in St. Louis schaffte es Osgood in den erlesenen Kreis der Torhüter zu gelangen, die mehr als 300 Siege in ihrer Karriere feiern konnten. Doch erneut erhielt ein Konkurrent den Vorzug. Im Sommer 2004 verpflichteten die Blues Patrick Lalime als neue Nummer 1 und entschieden sich den Vertrag mit Osgood nicht zu verlängern.

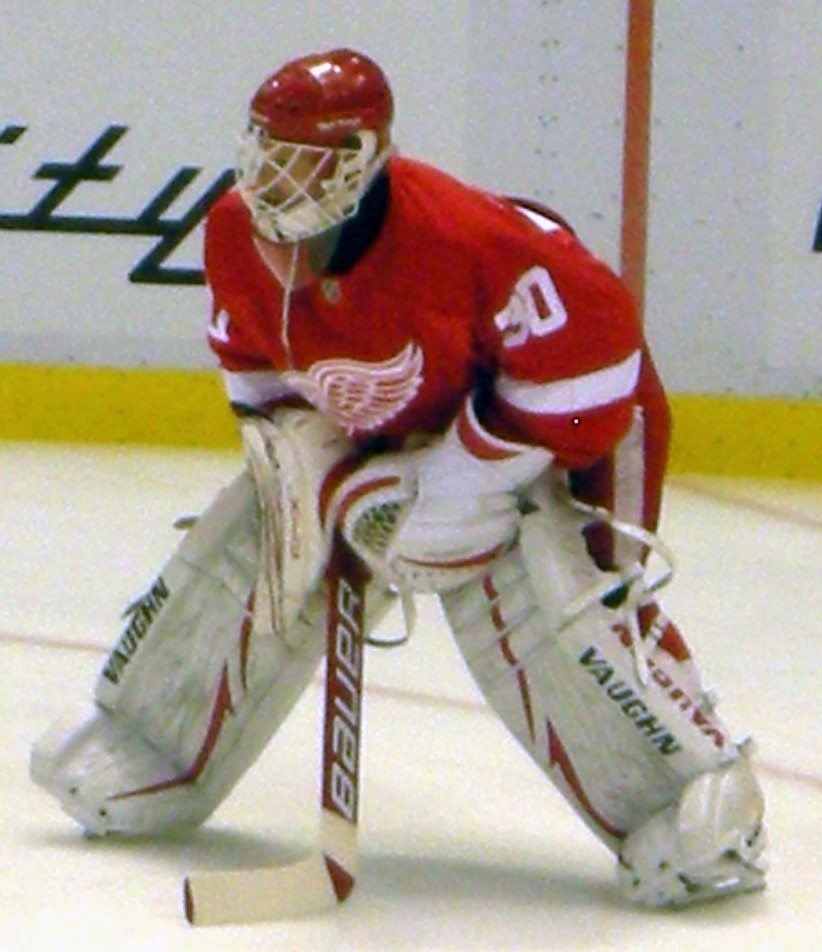
Osgood im Trikot der Detroit Red Wings

Nach der Aussperrung und dem damit verbundenen Ausfall der NHL-Saison 2004/05 konzentrierte sich Chris Osgood auf die Umstellung seiner Spielweise und arbeitete zusammen mit dem Torwarttrainer der University of Michigan, um seinen Stil zu optimieren. Im Herbst 2005 kehrte Osgood zu den Detroit Red Wings zurück, spielte aber zuerst in der AHL bei den Grand Rapids Griffins, um Spielpraxis nach einer Verletzung zu gewinnen. Nach seiner Rückkehr in die NHL absolvierte er die Saison als Ersatzgoalie hinter der aktuellen Nummer 1 Manny Legace, mit dem er in seiner ersten Zeit in Detroit schon zusammengearbeitet hatte. Am Ende der regulären Saison lag er mit den Red Wings auf Platz 1 in der Liga. In den Playoffs kam Osgood auf Grund einer Verletzung nicht zum Einsatz, als sein Team bereits in der ersten Runde scheiterte. Der nach der Saison ausgelaufene Vertrag wurde um zwei Jahre verlängert. Detroit hatte sich im Sommer 2006 entschieden Dominik Hašek, der der Grund für Osgoods Abschied aus Detroit im Jahr 2001 war, erneut unter Vertrag zu nehmen. Im Spieljahr 2006/07 war Osgood zusammen mit Joey MacDonald, der während der Saison zu den Boston Bruins transferiert wurde, der Back-up-Goalie hinter Dominik Hašek. Im November verletzte sich Osgood an der Hand. Er fiel für fast einen Monat aus und konnte am 18. Dezember sein Comeback geben. Insgesamt kam er auf 21 Spiele, weniger Einsätze hatte er nur in der Lockout-verkürzten Spielzeit 1994/95.
Zu Beginn der Saison 2007/08 übernahm Osgood zeitweise die Position des Stammtorhüters, nachdem sich Hašek verletzt hatte, und blieb in seinen ersten acht Einsätzen ungeschlagen. Als Hašek von seiner Verletzungspause zurückkehrte, teilten sich beide die Position der Nummer eins, und im Januar 2008 wurde Osgood zum ersten Mal seit über zehn Jahren zum NHL All-Star Game eingeladen, nachdem er aus 23 Spielen 19 Siege holte und die Liga zeitweise mit dem besten Gegentordurchschnitt und der besten Fangquote anführte. Nach dem All-Star-Game gerieten die Red Wings in eine Krise und Osgood konnte nur sechs seiner folgenden 16 Einsätze gewinnen. Osgood beendete die Saison mit 27 Siegen und dem besten Gegentordurchschnitt seiner Karriere. Zudem erhielt er zusammen mit Hašek die William M. Jennings Trophy für die wenigsten Gegentore. In den Playoffs setzten die Red Wings zu Beginn auf Hašek, doch als er im vierten Spiel der ersten Runde gegen die Nashville Predators drei Gegentreffer kassierte und auch zuvor schwächer gespielt hatte, kam Osgood zu seinem ersten Einsatz. Wegen guter Leistungen blieb er die Nummer eins und stellte mit neun Siegen in Folge einen neuen Franchise-Rekord auf. Mit dem vierten Sieg im Finale der Western Conference gegen die Dallas Stars und dem damit verbundenen Einzug ins Stanley-Cup-Finale brach er zudem den Mannschaftsrekord von Terry Sawchuk mit den meisten Playoff-Siegen.
In die Saison 2008/09 startete Osgood deutlich schwächer als im Vorjahr, trotzdem gewannen die Red Wings den Großteil ihrer Spiele. Mitte Dezember 2008 fiel Osgood wegen einer Verletzung an der Leiste aus und pausierte daraufhin über zwei Wochen, ehe er sich von der Verletzung erholte und, laut eigener Aussage, erstmals in der Saison ohne gesundheitliche Probleme spielen konnte. Nach der Saison 2010/11 beendete Osgood im Alter von 38 Jahren seine aktive Karriere und wechselte umgehend in den Trainerstab der Red Wings. Dort arbeitete er zwei Jahre lang als Torwarttrainer, bevor er sich komplett aus der NHL zurückzog. Seit August 2016 ist Osgood Mitbesitzer der Saginaw Spirit aus der Ontario Hockey League.

## Erfolge und Auszeichnungen
| - 1991 WHL East Second All-Star Team - 1994 NHL-Rookie des Monats Februar - 1996 Teilnahme am NHL All-Star Game - 1996 NHL Second All-Star Team - 1996 William M. Jennings Trophy (gemeinsam mit Mike Vernon) - 1996 NHL Second All-Star Team - 1997 Teilnahme am NHL All-Star Game (verletzungsbedingte Absage) | - 1997 Stanley-Cup-Gewinn mit den Detroit Red Wings - 1998 Stanley-Cup-Gewinn mit den Detroit Red Wings - 2001 NHL-Spieler des Monats Oktober - 2004 NHL-Defensivspieler des Monats März - 2008 Teilnahme am NHL All-Star Game - 2008 William M. Jennings Trophy (gemeinsam mit Dominik Hašek) - 2008 Stanley-Cup-Gewinn mit den Detroit Red Wings |

## Karrierestatistik
(Legende zur Torhüterstatistik: GP oder Sp = Spiele insgesamt; W oder S = Siege; L oder N = Niederlagen; T oder U oder OT = Unentschieden oder Overtime- bzw. Shootout-Niederlage; Min. = Minuten; SOG oder SaT = Schüsse aufs Tor; GA oder GT = Gegentore; SO = Shutouts; GAA oder GTS = Gegentorschnitt; Sv% oder SVS% = Fangquote; EN = Empty Net Goal; 1 Play-downs/Relegation; Kursiv: Statistik nicht vollständig)

## Sonstiges
- Chris Osgood trug keine moderne Torwartmaske, bei welcher der Gittergesichtsschutz integriert ist, sondern einen altmodischen Torwarthelm, der einem Feldspielerhelm mit besonderem Gitterschutz entsprach. Er begründete das damit, dass er dadurch ein größeres Sichtfeld hatte.
- Am 6. März 1996 schoss Osgood ein Tor im NHL-Spiel gegen die Hartford Whalers.
- Er war Trauzeuge seines Teamkameraden Kris Draper.